# Mysidia richardsi
Mysidia richardsi är en insektsart som beskrevs av Broomfield 1985. Mysidia richardsi ingår i släktet Mysidia och familjen Derbidae. Inga underarter finns listade i Catalogue of Life.